# Parabuthus maximus
Espèce
Parabuthus maximus est une espèce de scorpions de la famille des Buthidae.

## Distribution
Cette espèce se rencontre en Tanzanie et au Kenya,.

## Description
La femelle holotype mesure 140 mm.

## Publication originale
- Werner, 1913 : « Neue Skorpione aus Deutsch-Ostafrika (Tanga). » Carinthia II, Klagenfurt, vol. 103, p. 172-174 (texte intégral).